# Campionato sudafricano di Formula 1 1961
La stagione 1961 del Campionato sudafricano di Formula 1 fu la seconda della serie. Partì il 2 gennaio e terminò il 4 novembre, dopo 10 gare. Il campionato venne vinto da Syd van der Vyver che utilizzò una Lotus-Alfa Romeo.

## Risultati e classifiche

### Risultati
| Gara | Gran Premio                | Circuito                                       | Data       | Vincitore         | Vettura            |
| ---- | -------------------------- | ---------------------------------------------- | ---------- | ----------------- | ------------------ |
| 1    | Pat Fairfield Trophy       | Circuito di Roy Hesketh, Pietermaritzburg      | 2 gennaio  | Bruce Johnstone   | Cooper-Alfa Romeo  |
| 2    | Van Ribbeck Trophy         | Killarney Motor Racing Complex, Città del Capo | 4 marzo    | John Love         | Cooper- Maserati   |
| 3    | Rand Autumn Trophy         | Circuito di Kyalami                            | 18 marzo   | Doug Serrurier    | Cooper- Alfa Romeo |
| 4    | Coronation 100             | Circuito di Roy Hesketh, Pietermaritzburg      | 3 aprile   | Bruce Johnstone   | Cooper-Alfa Romeo  |
| 5    | Rand Spring Trophy         | Circuito di Kyalami                            | 3 giugno   | Syd van der Vyver | Lotus-Alfa Romeo   |
| 6    | Border 100                 | Circuito di East London                        | 10 luglio  | Syd van der Vyver | Lotus-Alfa Romeo   |
| 7    | Governor General Cup       | Circuito di Lorenço Marques                    | 23 luglio  | Bruce Johnstone   | Cooper-Alfa Romeo  |
| 8    | Gran Premio della Rhodesia | Circuito di Kumalo                             | 30 luglio  | Ernie Pieterse    | Heron- Alfa Romeo  |
| 9    | Rand Winter Trophy         | Circuito di Kyalami                            | 12 agosto  | Syd van der Vyver | Lotus-Alfa Romeo   |
| 10   | Rand Spring Trophy         | Circuito di Kyalami                            | 4 novembre | Ernie Pieterse    | Heron- Alfa Romeo  |